# Бордж-Бу-Арреридж (вілаєт)
Бордж-Бу-Аррерідж (араб. ولاية برج بوعريريج‎‎) — вілаєт Алжиру. Адміністративний центр — м. Бордж-Бу-Арреридж. Площа — 4 115 км². Населення — 634 396 осіб (2008).

## Географічне положення
На півночі межує з вілаєтом Беджая, на сході — з вілаєтом Сетіф, на півдні — з вілаєтом Мсіла, на заході — з вілаєтом Буїра.

## Адміністративний поділ
Поділяється на 10 округів та 34 муніципалітети.
| Алжир | Це незавершена стаття з географії Алжиру. Ви можете допомогти проєкту, виправивши або дописавши її. |